# Микик
Микик (Миких, Михик) — село в Рутульском районе Дагестана. Входит в сельсовет Цахурский.

## География
Расположено на северном склоне Главного Кавказского хребта на реке Самур, в 24 км северо-западнее районного центра села Рутул.

## Население
| 1895 | 1926 | 1939 | 1970 | 1989 | 2002 | 2010 |
| ---- | ---- | ---- | ---- | ---- | ---- | ---- |
| 296  | ↘258 | ↗268 | ↗383 | ↗453 | ↘370 | ↗532 |
| 2021 |      |      |      |      |      |      |
| ↘357 |      |      |      |      |      |      |

Национальный состав
Моноэтническое цахурское село.
Тухумы Микика
Селение Микик состоит из следующих тухумов:
- Дабза Али (Сибир Али)
- Талева
- Баллева
- Мардуса
- Закарева
- Адэама
- Акоаэлева
- Апаша
- Ханахмеда
- Ушкана
- Мыхъыла
- Нуреева
- Эштара
- Маматӏева
- Горгева
- Кӏусра
- Тартара
- Зайдэ